# محمد بلخياط
محمد بلخياط (1951 - 5 أكتوبر 2021)، هو مُلحن موسيقي مغربي، عمل أستاذا بالمعهد الوطني للموسيقى والرقص بالرباط لمادتي الموسيقى النظرية (الصولفيج) والعزف على آلة العود، لمدة تزيد عن الأربعين سنة، علاوة على أنه كان ملحنا معتمدا لدى الإذاعة الوطنية والجوق الملكي. ساهم في تجديد الأغنية المغربية العصرية، وتطعيمها بالتراث المغربي الغني بتنوعه الفولكلوري، كما كان ملتزما بأصول الأغنية المغربية على مستوى التلحين وتوظيف الإيقاعات والمقامات المغربية على الخصوص، كما ساهم في بروز أسماء كثيرة.

## وفاته
توفي، صباح يوم الثلاثاء 5 أكتوبر 2021، بإحدى مصحات الرباط، عن سن 70 عاما، بعد مرض لم يمهله طويلا، كما علم لدى أسرة الفقيد.